# L'Anticrist
L'Anticrist. Maledicció sobre el cristianisme (en alemany: Der Antichrist. Fluch auf das Christentum) és un assaig de  Friedrich Wilhem Nietzsche, escrit el 1888 i publicat el 1889. Es considera una de les més àcides crítiques de Nietzsche al cristianisme, cèlebre per la frase: "L'Evangeli va morir en la creu". El títol original en alemany pot significar tant 'L'Anticrist' com 'L'anticristià', i no es va basar en la figura bíblica de l'Anticrist.
Nietzsche centra la crítica en la religió cristiana. Fa alguns atacs intentant mostrar una suposada deturpació per Pau de Tars i pel catolicisme. No obstant això, critica també Luter, sobre el qual afirma haver perdut la gran oportunitat d'evitar la decadència alemanya.
Sobre el budisme, sosté que és la religió del no-res, en la figura de Buda, que abdicà de tot el que era humà. Hi afegeix que el budisme és dolent, però que el cristianisme és un mal encara pitjor, perquè intenta elevar els chandala (terme hinduista per a designar els pàries, la casta inferior).
Nietzsche fa una comparança entre la Bíblia, i el Codi de Manu (Manu Smriti), d'origen braman. Considera el segon molt més superior i que: "aquesta sí pot ser considerada una filosofia".
Entre les altres citacions que fa en aquest assaig destaca positivament Fiódor Dostoievski i Goethe i negativament Kant.
Afirma en el pròleg: "Aquest llibre pertany ales persones més rares. Potser cap no n'estiga viva. És possible que es troben entre les que comprenen el meu Zaratustra: Com podria jo barrejar-me amb els que són escoltats actualment? Sols els dies venidors em pertanyen. Algunes persones naixen pòstumes."

## Interpretacions
En L'Anticrist, Nietzsche exposa les seues crítiques a la moral cristiana tradicional, i argumenta que representa una inversió dels valors fonamentals per al creixement humà i per a l'afirmació de la vida. Qüestiona la noció de pecat i virtut, i planteja que el cristianisme devalua la vida terrenal a favor d'una suposada recompensa o redempció en el més enllà. Nietzsche aborda la figura de Jesucrist com un dirigent el missatge originari del qual hauria estat distorsionat per l'Església per a servir els seus propis propòsits i per a consolidar el seu poder. Acusa l'Església de crear una moralitat que promou la submissió, l'abnegació i la feblesa, en contrast amb els valors que ell considera essencials per a la força i vitalitat humanes. En denunciar la moralitat cristiana com una negació de la vida i una manera de decadència, Nietzsche suggereix la necessitat de superació d'aquests valors en favor d'una nova perspectiva que promoga l'afirmació de l'existència terrena, la voluntat de poder i la recerca pel autocreixement. És important notar que les obres de Nietzsche, incloent-hi L'Anticrist, són complexes i obertes a interpretacions diferents. Repta els conceptes establerts i provoca reflexions profundes sobre la naturalesa humana, la moralitat i la cultura. L'afirmació "l'únic cristià va morir en la creu" atribuïda a Nietzsche és una expressió provocativa i filosòfica que pot ser interpretada de moltes maneres. Aquesta frase apareix en la seua obra Així va parlar Zaratustra, una altra obra important de la filosofia nietzschiana.
Aquesta afirmació no és un elogi convencional al cristianisme, sinó una crítica. Nietzsche suggereix que el veritable esperit cristià, en la seua visió, va morir amb Jesús en la creu. Argumenta que el Jesús històric fou una figura que desafià les normes establertes de la seua època, però que el cristianisme que es donà després de la seua mort distorsionà i va corrompre les seues idees. Nietzsche criticava el cristianisme per considerar-lo una negació de la vida, que promovia valors que debilitaven la humanitat. Quan afirma que "l'únic cristià va morir en la creu", pot estar suggerint que el veritable esperit revolucionari i desafiador de Jesús es va perdre en les interpretacions subsegüents de la fe cristiana.
Friedrich Nietzsche va fer crítiques a Pau de Tars, una figura clau en el cristianisme. Nietzsche veia Pau com a responsable de distorsionar el missatge originari de Jesucrist, i de transformar-lo en una cosa que contradeia els valors que Nietzsche valorava. Veia Pau com un fiscal de la negació de la vida terrenal en favor d'un èmfasi excessiu en la vida després de la mort. Ell creia que Pau havia contribuït a crear una visió del món que devaluava l'existència en aquest món en favor de recompenses en el més enllà, que, per a Nietzsche, era una manera de decadència. Nietzsche criticava la moralitat promoguda per Pau com una moralitat de la submissió, humilitat i feblesa. Veia aquests valors com a contraproduents per a la humanitat, perquè debilitaven la vitalitat i la voluntat de poder necessàries per a l'afirmació de la vida.
Nietzsche criticava l'ascetisme predicat per Pau, que matisava la autonegació i la mortificació del cos. Per a Nietzsche, això representa un rebuig de la naturalesa humana i un tempteig d'escapar de les realitats de l'existència terrenal. Nietzsche també expressa un neguit per les tendències antisemites i nacionalistes de les escriptures paulines. Ell creia que Pau havia contribuït a la separació entre els ensenyaments de Jesús i l'evolució posterior del cristianisme, creant una religió que estava en desacord amb l'esperit originari cristià. Aquestes crítiques formen part de l'abordatge més ampli de Nietzsche a la moralitat i la religió, en què cerca promoure una visió del món que celebràs la vida terrenal, la voluntat de poder i l'afirmació de l'existència, en contrast amb el que percebia com a valors decadents promoguts pel cristianisme institucionalitzat.
L'associació de Nietzsche entre el cristianisme i el platonisme, especialment en el que anomena "platonisme per al poble", es refereix a la interpretació que ell fa de la influència de certes idees filosòfiques en la formació de la moral cristiana, amb Pau de Tars com a figura central d'aquest procés. Nietzsche argumenta que el cristianisme, en la seua institucionalització, incorpora certes idees platòniques, presentades de manera accessible a les masses. Per a Nietzsche, Plató era un filòsof que valorava el món de les idees o formes més que el món material. Ell creia que la realitat concreta era sols una ombra imperfecta del món ideal de les formes. Nietzsche veia aquest èmfasi en el transcendentalisme platònic com una cosa que el cristianisme adoptà i popularitzà. Nietzsche argumenta que el cristianisme, sobretot en les formes més institucionalitzades i populars, promou una visió de món que bandeja la vida terrenal en favor de recompenses en el més enllà. Aquest èmfasi en la vida després de la mort, segons Nietzsche, reflectia una influència platònica, en què la realitat material es veu com menys significativa que les idees eternes i immutables. Nietzsche identifica Pau de Tars com una figura clau en la transformació del cristianisme, com algú que interpretà i adaptà els ensenyaments de Jesús d'una manera que s'alineava amb les idees platòniques i, amb això, formà una moralitat cristiana que matisava la negació del món material i la recerca de la salvació en el més enllà.

## Contingut
Nietzsche afirma en el pròleg ha ha escrit el llibre per a un públic molt limitat. Per a comprendre el llibre, afirma que el lector “ha de ser honest en qüestions intel·lectuals amb duresa per a suportar la meua seriositat, la meua passió”. En bandeja tots els altres lectors: "Molt bé, llavors! només d'aquest tipus són els meus lectors, els meus veritables lectors, els meus lectors determinats: què importen els altres? —La resta és mera humanitat.— Un ha de fer-se superior a la humanitat, en poder, en elevació d'ànima, en menyspreu."

### Valors decadents
En la secció 1, Nietzsche expressa la seua insatisfacció amb la modernitat, i descriu la seua aversió per la "pau mandrosa", pel "compromís covard", per la "tolerància" i "resignació". Nietzsche introdueix el concepte de voluntat de poder en el § 2, i utilitza la seua relació per a definir nocions de bé: felicitat i mal: "Què és bo?—Tot el que augmenta el sentiment de poder, la voluntat de poder, el propi poder, en l'ésser humà. Què és roí? - Tot el que sorgeix de la feblesa. Què és la felicitat? —La sensació que el poder augmenta— que se supera la resistència".
Nietzsche continua utilitzant en aquest passatge un llenguatge provocatiu i xocant: "Els febles i els fracassats moriran: primer principi de la nostra caritat. I hem d'ajudar-los en això. Què és més perjudicial que qualsevol addicció?—Simpatia pràctica pels fracassats i febles—Cristianisme".
Aquest és un exemple de la reacció de Nietzsche contra Schopenhauer, que basa tota la moralitat en la compassió. Nietzsche, per contra, lloa la “virtut lliure d'àcid moral”. Nietzsche prossegueix dient que la humanitat, per por, creà un tipus d'ésser humà feble i malalt. En culpa el cristianisme per demonitzar els humans forts i superiors. Pascal, afirma l'autor, era un home intel·lectualment fort que fou depravat pels ensenyaments del cristianisme sobre el pecat original.
La humanitat, diu Nietzsche, és corrupta i els seus valors més elevats són depravats. Diu que "tots els valors en què la humanitat actualment resumeix els seus desigs més elevats són valors de decadència". La humanitat és depravada perquè ha perdut els instints i prefereix el que li és perjudicial: "Considere la vida un instint de creixement, de durabilitat, d'acumulació de forces, de poder: allà on manca la voluntat de poder hi ha decadència." La depravació existeix perquè els valors "nihilistes dominen sota els noms més sagrats".

### Pietat cristiana
El cristianisme, com a religió de pau, és menyspreat per Nietzsche. Segons l'autor, la pietat té un efecte depressiu, de pèrdua de vitalitat i força, a més de ser perjudicial per a la vida. També preserva allò que hauria de ser destruït naturalment. En la filosofia de Schopenhauer, que Nietzsche veu com més nihilista i contrària a la vida, la pietat és la millor virtut de totes. Per a Nietzsche, però: "En el paper de protector dels miserables, és un agent primordial en la promoció de la decadència -la pietat convenç cap a l'extinció... És clar que no se li diu "extinció": sinó "l'altre món, "o" Déu "o" la veritable vida "o" Nirvana, salvació, benaventurança... Aquesta retòrica innocent, del regne de la ximpleria eticoreligiosa, sembla molt menys innocent quan es reflecteix damunt la tendència que oculta amb mots sublims: la tendència a destruir la vida. Schopenhauer era hostil a la vida: per això la pietat li semblava una virtut." Nietzsche continua esmentant que els moderns Lev Tolstoi i Richard Wagner han adoptat el punt de vista de Schopenhauer. Aristòtil, que visqué entre el 384 i el 322 abans de la nostra era, reconegué la insània de la pietat i prescrigué la tragèdia com un remei per als mals de la pietat.

### Mètode científic
Nietzsche considera un esperit lliure la personificació d'una transvaloració de tots els valors. Opina que, abans de la seua època, el mètode científic de recerca del coneixement es rebia amb menyspreu i escarni. Una actitud tranquil·la, cautelosa i modesta es veia amb menyspreu.

### Déu cristià
Nietzsche opina que la religió cristiana i la seua moralitat es basen en ficcions imaginàries. S'oposa al concepte cristià de Déu perquè: "Déu degenerà en la contradicció de la vida. En lloc de ser la seua transfiguració i etern Sí! En ell es declara la guerra a la vida, a la natura, a la voluntat de viure! Déu es converteix en la fórmula per a tota calúmnia sobre l'“ací i ara” i per a tota mentida sobre el “més enllà”!" 
Recordant la descripció de Schopenhauer de la negació de la voluntat de viure i del subsegüent no-res buit, Nietzsche afirma sobre el Déu cristià que "en ell el no-res es deïfica, i la voluntat de no-res és santificada!"
Nietzsche critica les "ètnies fortes del nord d'Europa" perquè accepten el Déu cristià i no creen un nou déu propi: "Dos mil anys hi han passat, i ni un sol déu nou!". Afirma que el tradicional “déu lamentable del monòton teisme cristià” recolza “tots els instints de decadència, totes les covardies i cansaments de l'ànima hi troben la seua sanció!” 

### Budisme contra el cristianisme
Tot i que critique tant el cristianisme com el budisme, Nietzsche considera aquest darrer més realista, perquè planteja problemes objectius i no utilitza el concepte de Déu. Nietzsche diu que el budisme està "més enllà del bé i del mal" perquè evoluciona més enllà de l'"autoengany que resideix en els conceptes morals".

## Origen del cristianisme

### Sacerdoci judaic
Els pares jueus i, posteriorment -en major grau- cristians, van sobreviure i aconseguir el poder en aliar-se'n als decadents, diu Nietzsche. Es van tornar contra el món natural. Els seus "instints de ressentiment" contra els que estaven ben constituïts els van dur a "inventar un altre món en què l'acceptació de la vida aparegués com la cosa més maligna i abominable que es puga imaginar". Per a sobreviure, els sacerdots jueus en feren ús dels decadents i de la seua gran població. Els jueus no eren decadents, sinó "exactament l'oposat". En lloc d'això, d'acord amb Nietzsche, tenen “la voluntat nacional de viure més poderosa que ha aparegut en la terra”. Tanmateix, "foren simplement forçats a aparéixer" com a decadents, a "posar-se al capdavant de tots els moviments decadents (—per exemple, el cristianisme de Pau—), i així fer-ne una cosa més forta que qualsevol partit que diga francament Sí a la vida".

### Cinc pràctiques de desnaturalització de valors
1. El Senhor/Jahveh “era una expressió de la seua consciència de poder, de la seua alegria en ell mateix, de les seues esperances en si mateix”. Perquè ell i el Déu d'ells, el consideraven el Déu de la justícia. Els jueus s'afirmaren, s'adonaren del seu propi poder i tenien una bona consciència. Fins i tot després que el caos intern i les invasions assíries afebliren Palestina, el país mantingué l'adoració a Déu com a rei i alhora soldat i jutge.
2. La idea de Déu és falsa: Yahweh es tornà un déu exigent. “Javé, el déu de la “justícia” —ja no està d'acord amb Palestina, no veu l'egoisme nacional”.[6]
3. La idea de moral és falsa: la moral no és una expressió de vida i creixement. Al contrari, s'oposa a la vida presentant el benestar com una temptació perillosa. La noció pública d'aquest Déu es torna violenta per agitadors clericals, que "interpreten la felicitat com una recompensa i la infelicitat com un càstig per l'obediència o desobediència a ell, pel pecat".[6]
4. La història dels jueus és falsa: la gran època es converteix en una de decadència. "L'exili, amb la seua llarga sèrie d'infortunis, es transforma en un càstig per a aquella gran època - durant la qual els sacerdots encara no havien sorgit". El passat es tradueix en termes religiosos; fou un registre de culpa, punició, pietat i recompensa amb relació a Yahweh. S'estableix un ordre moral mundial que atribueix valor a les accions que obeeixen la voluntat de Déu (i que afirma que aquesta voluntat general, o siga, el mode de vida correcte per a todos, és etern i immutable). Els sacerdots ensenyen que "el poder dominant de la voluntat de Déu, expressat com a càstig i recompensa segons el grau d'obediència, es manifesta en el destí d'una nació, d'un individu."[6]
5. La voluntat de Déu es revela en la Sagrada Escriptura: el llibre sagrat formula la voluntat de Déu i especifica el que s'ha de donar als sacerdots. El sacerdot santifica i confereix tots els valors: la desobediència a Déu (el sacerdot) és "pecat"; la submissió a Déu (el sacerdot) és redempció. Els sacerdots utilitzen el "pecat" per a guanyar i mantenir el poder. De llavors ençà es va organitzar tot de manera que el pare esdevingué indispensable arreu; en tos els grans fets naturals de la vida, en el naixement, en el casament, en la malaltia, en la mort, per no parlar del sacrifici, el paràsit sant aparegué per a desnaturalitzar-los.[6]

### Revolta contra el sacerdoci judaic
L'església judaica s'oposà i va negar la natura, la realitat i el món com a pecaminosos i profans. El cristianisme després va negar l'Església judaica i el seu poble sant i escollit, diu Nietzsche: "El fenomen és de primer ordre d'importància: el petit moviment insurreccional que prengué el nom de Jesús de Natzaret és simplement l'instint judaic rediviu —en altres paraules, és l'instint sacerdotal que arriba fins al punt que no pot suportar més el pare com un fet; és el descobriment d'un estat d'existència encara millor que qualsevol altre anterior, d'una visió de la vida encara més irreal que la necessària per a una organització eclesiàstica." L'Església judaica i el poble jueu rebé aquesta rebel·lió com una amenaça a la seua existència: "Aquest sant anarquista, que despertà el poble de l'abisme, els pàries i els “pecadors”, el Chandala del judaisme, en aixecar-se en revolta contra l'ordre establert, aquest home va ser un criminal polític... És a dir, allò que el dugué a la creu... Ell va morir pels seus propis pecats..." 

### El tipus redemptor
Nietzsche critica l'atribució dels conceptes de geni i heroi a Jesús per Ernest Renan. Pensa que la paraula idiota descriu millor Jesús.  I afirma que la realitat psicològica de la redempció era una “nova manera de vida, no una nova fe”. És «[l'] instint profund que duu el cristià a viure de manera que sent que és "en el cel"". El cristià és conegut pels seus actes. Ell no ofereix resistència al mal, no té ràbia i no vol venjança. La benaurança no es promet amb condicions, com en el judaisme. La bona notícia de l'Evangeli és que no hi ha distinció entre Déu i l'ésser humà. No hi ha la preocupació judaica pel pecat, oracions, rituals, perdó, penediment, culpa, punició o fe: "[Ell] sabia que era només amb una manera de viure que algú es podria sentir "diví", "beneït", "evangèlic", un "fill de Déu". No és pel "penediment", ni per l'"oració i perdó" que s'arriba a Déu: sols el camí de l'Evangeli duu a Déu, ell mateix és 'Déu!" 

## Història del cristianisme

### Desenvolupament contrari
Nietzsche veu una ironia històrica mundial en la manera com l'Església cristiana va evolucionar en oposició a l'Evangeli i a l'Evangeli del cristianisme primitiu. Una bàrbara malaltia puja al poder com a Església —l'església, l'encarnació de l'hostilitat mortal a l'honestedat, a l'elevació d'ànima, a la disciplina de l'esperit, a la humanitat espontània i bonhomiosa.

### Pau i la promesa de vida eterna
Els apòstols van al·legar que la mort de Jesús havia sigut el sacrifici d'un home innocent pels pecats dels culpables. Però "el mateix Jesús va abolir el concepte de "culpa", negà que hi hagués un abisme entre Déu i l'ésser humà; va viure aquesta unitat entre Déu i l'ésser humà, i aquesta fou precisament la seua "bona nova"”. Per a afirmar que hi ha vida després de la mort, els apòstols van ignorar l'exemple de vida beneïda de Jesús. Pau matisa el concepte d'immortalitat en Primera Corintis 15:17, com diu Nietzsche: "Pau... va donar una qualitat lògica a aquesta idea, a aquesta concepció indecent, així: "Si Crist no va ressuscitar d'entre els morts, llavors tota la nostra fe és vana!' la més menyspreable de totes les promeses incomplertes, la vergonyosa doctrina de la immortalitat personal. ... Pau fins i tot va predicar això com una recompensa." 
Pau utilitzà la promesa de la vida ultraterrena com una forma de prendre el poder tirànic sobre la massa de persones de classe baixa. Açò canvià el cristianisme d'un moviment de pau que troba la felicitat real cap a una religió el judici final de la qual ofereix una possible resurrecció i vida eterna. Pau falsificà la història del cristianisme, la història dels jueus i la història de la humanitat, i feu que semblassen una preparació per a la crucifixió. "La vasta mentida de la immortalitat personal destrueix la raó, l'instint natural —en endavant, tot el que ens els instints és benèfic, que promou la vida i salvaguarda el futur és motiu de sospita». Nietzsche afirma que la pretensió de santedat de Pau i l'ús de conceptes sacerdotals eren típicament judaics. El cristianisme se separà del judaisme com si fos la religió  elegida, “com si el cristià fos el significat, la sal, o cànon i fins l'últim judici dels altres”.

### La Santa Mentida i la creença
Mentir, o no voler veure el que es veu, és una característica de qui es dedica a un partit o facció. La mentida és utilitzada per tots els sacerdots, siguen pagans, jueus o cristians: "[El] dret de mentir i l'esquiva astuta de la "revelació" pertanyen al tipus sacerdotal general... La "llei", la "voluntat de Déu", el "llibre sagrat" i la "inspiració" -totes aquestes coses són només paraules per a les condicions amb què el sacerdot arriba al poder i amb què manté el seu poder".
Nietzsche conclou aquest assaig amb la insistència que el cristianisme “va transformar qualsevol valor en inutilitat, i la veritat en mentida, i la integritat en baixesa d'ànima... [Ell] viu de l'angoixa; crea l'angoixa de fer-se immortal. Produir en la humanitat una autocontradicció, un art d'autopol·lució, una voluntat de mentir a qualsevol preu, una aversió i menyspreu per tots els instints bons i honestos”, en opinió de Nietzsche, és "l'esperit del cristianisme". Nietzsche creu que l'"humanitarisme del cristianisme" és una conspiració "contra la salut, la bellesa, el benestar, l'intel·lecte, la bondat de l'ànima, contra la mateixa vida". Nietzsche suggereix que el temps siga calculat a partir de "hui", a data d'aquest llibre, en què l'"Any U" començaria el 30 de setembre del 1888 "la transvaloració de tots els valors!"

## Pensaments sobre Jesús
En les primeres obres, Nietzsche no distingia els ensenyaments de Jesús del cristianisme històric. No obstant això, a la fi del 1887 i inici del 1888, analitza l'assaig de Tolstoi, En el que jo crec. La visió de Nietzsche sobre Jesús en L'Anticrist segueix Tolstoi quan separa Jesús de l'Església i matisa el concepte de “no-resistència”, però l'utilitza com a base per al seu propi desenvolupament de la “psicologia del Salvador”.
Nietzsche no contesta a Jesús, i admet que ell va ser l'únic veritable cristià. Presenta un Crist la vida interior del qual consistia en la "intel·ligència, en la benaurança de la pau, en la gentilesa, en la incapacitat de ser un enemic".
Nietzsche critica fortament la institució organitzada del cristianisme i la seua classe de sacerdots. L'evangeli de Crist consistia en les bones noves de què el "regne de Déu" és dins nostre: "Quin és el significat de "bones noves"?: la veritable vida..." "per la qual el pecat és abolit i lluny de "tot manteniment de distància" entre l'ésser humà i Déu. "El que les "bones noves" ens diuen és simplement que ja no existeixen contradiccions; el regne dels cels pertany a les criatures".

## Publicació
El títol alemany, Der Antichrist, és ambigu i obert a dues interpretacions: l'Anticrist, o l'anticristià. Tanmateix, el seu ús dins l'obra admet més  aviat el significat d''anticristià'. La traducció de H. L. Mencken del 1918 i la de R. J. Hollingdale del 1968 titulen les edicions com L'Anticrist; cap traducció important utilitza L'Anticristià. Kaufmann considera L'Anticrist la manera més apropiada de traduir l'alemany: "[una] traducció del títol com L'anticristià […] ignora que Nietzsche clarament pretén ser al més provocador possible". Aquest llibre fou escrit poc abans del col·lapse nerviós de Nietzsche. No obstant això, com observa un estudiós, "L'Anticrist és incansablement vituperador, i de fet semblaria insà si no fos informat en la seua polèmica per una estructura d'anàlisi i una teoria de moralitat i religió elaborada en un altre lloc".

## Supressió de parts de l'obra

### "La paraulaidiota"
La secció 29 contenia al principi tres paraules que foren suprimides per la germana de Nietzsche el 1895: "das Wort Idiot" o "la paraula idiota". La traducció a l'anglés d'H. L. Mencken no conté aquestes paraules. El 1931, però, les paraules hi foren restituïdes per Josef Hofmiller. Igualment, les traduccions a l'anglés de Walter Kaufmann i R. J. Hollingdale també les conté. Segons Kaufmann, Nietzsche s'hi referia al llibre de Dostoievski L'idiota i el seu protagonista ingenu. El passatge diu: "Tot el nostre concepte, el nostre concepte cultural d'“esperit” no tenia cap significat en el món en què Jesús va viure. Per a parlar amb la precisió del fisiòleg, una paraula ben diferent cabria ací: la paraula idiota".

### Les paraules de Crist al lladre en la creu
En el paràgraf 35 Nietzsche volgué transmetre la idea que per a Crist el Cel és un estat d'esperit subjectiu. Per a aconseguir aquest objectiu, Nietzsche parodia un passatge del Nou Testament que el Fitxer de Nietzsche dirigit per Elisabeth Förster va decidir suprimir perquè no hi hagués dubtes pel que feia a l'estricta correcció de l'ús de la Bíblia per Nietzsche. D'acord amb Nietzsche, un dels lladres, que també estava sent crucificat, digué: "Aquest era vertaderament un home diví, un fill de Déu!" Nietzsche fa que Crist li conteste: "Si sents això, ja ets al Paradís, ets fill de Déu". En la Bíblia, només Lluc relata un diàleg entre Crist i el lladre, en què el lladre diu: "Aquest home no va fer res d'errat", i Crist li respon: "Hui jo et dic que seràs amb mi al Paradís". Nietzsche fa que el lladre diga les paraules que el centurió més tard farà dir en Lluc 23:47, Mateu 27:54 i Marc 15:39. En aquests passatges, Crist és anomenat “Fill de Déu” pel soldat. La supressió dels Fitxers de Nietzsche es va esmenar en edicions posteriors i ara apareix exactament com Nietzsche ho va escriure.
El passatge sencer diu: "Les paraules sobre el lladre en la creu contenen tot l'evangeli. "Aquesta era vertaderament una persona divina, un "fill de Déu", diu el lladre. "Si sents això —li respon el Salvador— estàs en el paradís, també ets fill de Déu".

### Un jove príncep
En el paràgraf 38, hi ha referència a un jove príncep que professa ser cristià, però actua de manera molt mundana. El passatge sobre això es va suprimir per a evitar la comparació amb Guillem II. Segons Mazzino Montinari, aquest paràgraf mai no es va imprimir en cap edició preparada per l'Arxiu Nietzsche. Tanmateix, aparegué en l'edició de butxaca del 1906.
El passatge sencer diu: "Un jove príncep al davant dels seus regiments, esplèndid com a expressió de l'egoisme i de la presumpció del seu poble —però sense vergonya de professar-se cristià!" 

### Anno Domini
Nietzsche, en el paràgraf 62, critica el càlcul del temps des del naixement de Crist (anno Domini). Aquest passatge fou considerat per Franz Overbeck i Heinrich Köselitz com a indigne de publicació. Segons Mazzino Montinari, aquest passatge es va restaurar en l'edició del 1899, i va aparéixer en totes les edicions següents.  El text original diu: "I es calcula el temps a partir del dia infeliç en què va sorgir aquesta fatalitat —des del primer dia del cristianisme!— Per què no abans del darrer? - De hui? Reavaluació de tots els valors!" 

### Decret contra el cristianisme
També se'n va suprimir el "Decret contra el cristianisme" de Nietzsche (o "Llei contra el cristianisme"). Aquesta part s'hi afegí en l'edició del 1889 i en les edicions següents de L'Anticrist. Aquesta part consta de set proposicions que es poden resumir així: 
1. Tot tipus d'antinatura és depravada.
2. La participació en la religió és una temptativa d'assassinat a la moralitat pública.
3. El lloc des d'on el cristianisme es va difondre ha de ser erradicat.
4. L'ensenyament cristià sobre la castedat és una instigació pública a la antinatura.
5. El pare cristià és un chandala —hauria de ser condemnat a l'ostracisme, i passar gana.
6. El que abans era anomenat “sant” i “Déu” s'ha d'anomenar criminal i maleït.
7. "La resta en prové d'això".[28]